# Świerklany Dolne
Świerklany Dolne est une localité polonaise de la gmina de Świerklany, située dans le powiat de Rybnik en voïvodie de Silésie.